# Pseudochaeta
Pseudochaeta is een geslacht van vliegen (Brachycera) uit de familie van de sluipvliegen (Tachinidae). De wetenschappelijke naam van het geslacht werd voor het eerst geldig gepubliceerd in 1895 door Daniel William Coquillett.

## Soorten
- P. argentifrons Coquillett, 1895
- P. brooksi Sabrosky and Arnaud, 1963
- P. clurina Reinhard, 1946
- P. finalis Reinhard, 1946
- P. frontalis Reinhard, 1946
- P. marginalis Reinhard, 1946
- P. perdecora Reinhard, 1946
- P. pyralidis Coquillett, 1897
- P. robusta (Reinhard, 1924)
- P. siminina Reinhard, 1946
- P. venusta (Reinhard, 1946)